# ۱۹ ژانویه
۱۹ ژانویه در تقویم گرگوری، نوزدهمین روز سال است. ۳۴۶ روز (در سال‌های کبیسه ۳۴۷روز) تا پایان سال باقی است.

## رویدادها
- ۱۴۹۲ - با شکست مسلمانان در شهر «غرناطه» و تصرف این شهر توسط مسیحیان آخرین حکومت اسلامی در اسپانیا از بین رفت.
- ۲۰۰۹ - روز غزه در ایران به مناسبت پیروزی مقاومت ۲۲ روزه مردم غزه در جنگ با اسرائیل
- ۱۸۳۹ - کمپانی هند شرقی بریتانیا شهر عدن در یمن را تصرف کرد.
- ۱۸۹۹ - سودان انگلیسی-مصری تأسیس شد.
- ۱۹۲۰ - سنای ایالات متحده آمریکا عضویت این کشور در جامعه ملل را رد کرد.
- ۱۹۴۲ - قوای ژاپنی در طی جنگ جهانی دوم تجاوزات خود را به برمه آغاز کردند.
- ۱۹۴۹ - کشور کوبا اسرائیل را به عنوان یک کشور مستقل به رسمیت شناخت.
- ۱۹۸۱ - توافق آزادی پنجاه و دو آمریکایی گروگان گرفته شده در طی حمله به سفارت آمریکا در ایران پس از چهارده ماه انجام پذیرفت.
- ۱۹۸۳ - کلاوس باربی جنایتکار جنگی عضو حزب نازی در بولیوی دستگیر شد.
- ۱۹۹۰ - با فروپاشی نظام سوسیالیستی در شوروی سابق و حادثه ورود آذری‌ها در ۱۹ ژانویه این روز به عنوان بزرگ‌ترین حادثه تاریخ جمهوری آذربایجان برای آذری‌های مسلمان بوده و آن را روز آذری‌های مسلمان جهان اعلام کردند.
- ۱۹۹۱ - دومین موشک اسکاد عراقی طی جنگ دوم خلیج فارس به سمت اسرائیل شلیک شد که به زخمی شدن پانزده نفر انجامید.
- ۱۹۹۳ - کشورهای جمهوری چک و اسلواکی به عضویت سازمان ملل متحد درآمدند.

## زادروزها
- ۱۸۳۹ – پل سزان، نقاش فرانسوی
- ۱۸۶۳ - ورنر زومبارت، فیلسوف و اقتصاددان آلمانی
- ۱۸۸۶ – جوزپه سانتیا، دوچرخه‌سوار اهل ایتالیا (د. ۱۹۷۸)
- ۱۸۹۰ - فوزی القاوقجی، نظامی لبنانی.[۱]
- ۱۹۷۱ – نیوشا مانسیلا، دوندهٔ سابق مسافت‌های میانی و بلند اهل بولیوی. [۲]
- ۱۹۸۰ – می عزالدین، بازیگر مصری. [۳]

## مرگ‌ها
- ۹۳۵ - مرداویج زیاری مؤسس دودمان زیاریان[۴]
- ۱۹۴۲ - بندلی الجوزی،  تاریخ‌نگار و زبان‌شناس عثمانی-فلسطینی. [۵]
- ۱۹۹۰ - راجنیش چاندرا موهان جین(اشو)، عارف، گورو و فیلسوف هندی.